# Arthur C. Clarke
Sir Arthur Charles Clarke (Minehead, 16 december 1917 – Colombo, 19 maart 2008) was een invloedrijk Brits sciencefictionschrijver, uitvinder en futuroloog. Hij behoorde tot de Grote Drie van de SF in de 20ste eeuw, samen met Robert Heinlein en Isaac Asimov. Verder was hij lid van de Royal Astronomical Society, oud-voorzitter van de British Interplanetary Society en lid van de Academy of Astronautics.

## Biografie

### Jonge jaren en opleiding
Clarke werd geboren in Minehead maar groeide op op een boerderij in het naburige Bishops Lydeard. Hij had een jongere broer, Fred Clarke, die tegenwoordig onder andere de beheerder is van Arthurs uitgebreide archief. Als kind was Clarke al gefascineerd door de sterrenhemel en op het Engelse platteland kon hij daar ook volop van genieten. Tevens verslond hij sciencefiction verhalen, veelal meegebracht als pulptijdschriften uit de Verenigde Staten door Britse zeelui. Clarke gaf als reden van zijn fascinatie voor sciencefiction het lezen van drie verhalen: de november 1928 uitgave van Amazing Stories; Last and First Men van Olaf Stapledon in 1930; en The Conquest of Space door David Lasser in 1931. Na zijn middelbare school, waar hij uitblonk in de exacte vakken, kon hij door geldgebrek niet verder studeren. Tijdens de Tweede Wereldoorlog kreeg hij wel de kans om zijn technische vaardigheden te tonen. Hij ging bij de technische dienst van de RAF in dienst als radarspecialist en werkte prominent mee aan de verbetering hiervan. Mede hierdoor zou de Royal Air Force de slag om Engeland winnen. Hij zwaaide af als Flight Lieutenant, een graad hoger dan gevechtspiloot. Hierdoor kreeg Clarke na de oorlog wel de gelegenheid om te studeren. Hij slaagde met vlag en wimpel aan het King's College London in elementaire en toegepaste wiskunde en in natuurkunde.

### Visionair en sportduiker

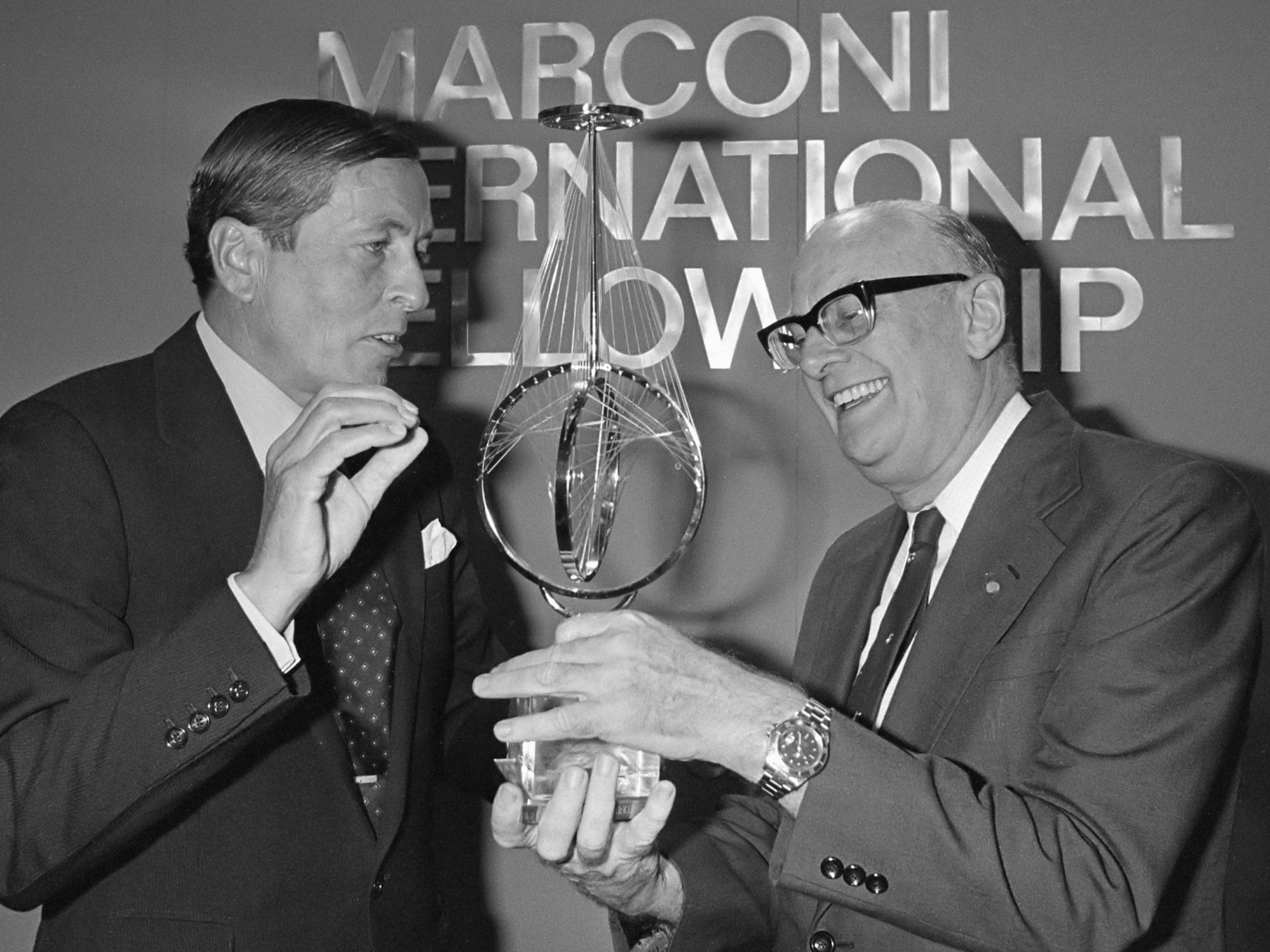
Prins Claus reikt de Marconi International Fellowship Award uit aan Arthur C Clarke (1982)

In 1945 bedacht Clarke het principe van de geostationaire communicatiesatelliet. Hij ontving hiervoor verschillende eerbewijzen, waaronder de 'Marconi International Fellowship Award'. De geostationaire baan is ook bekend als de Clarke Orbit. 
Een ander denkbeeld van hem is de ruimtelift, een kabel tussen de aarde en een geostationaire baan, waarlangs een 'lift' mensen en materiaal relatief goedkoop naar de ruimte en terug kan transporteren. Er zijn steeds meer ingenieurs en onderzoekers die menen dat dit in de relatief nabije toekomst inderdaad een haalbaar concept is.
In 1974 deed hij in een ABC-interview, staande voor een grote mainframe-computer de voorspelling dat computers ooit mensen in staat zouden stellen om thuis te werken en toegang te krijgen tot hun bankgegevens.
Clarke was eveneens een fanatiek sportduiker en vanaf 1956 verhuisde hij naar het toenmalige Ceylon (nu Sri Lanka), waar hij het hele jaar zijn hobby kon beoefenen. Naast zijn Britse nationaliteit werd hij later ook genaturaliseerd tot Sri Lankaan.

### SF-schrijver en wetenschapspopularisator
Clarke is het meest bekend als sciencefictionschrijver. Vanaf de jaren veertig schreef hij vele lange en korte sf-verhalen met meestal als thema de verkenning en exploratie door de mens van de ruimte, zoals Clarke zich dat voor de directe toekomst voorstelde, en hoe dit zou verlopen: aanvankelijk het zonnestelsel en daarna de sterren. Ook de evolutie van de mens en het mogelijke verdere verloop daarvan en de plaats van de mens in de kosmos was een populair onderwerp voor Clarke. Arthur C. Clarkes bekendste boek is waarschijnlijk 2001: A Space Odyssey, gebaseerd op het filmscenario dat hij samen met Stanley Kubrick schreef voor diens gelijknamige film, dat op zijn beurt weer was gebaseerd op Clarkes korte verhaal The Sentinel uit 1948. De film uit 1968 was baanbrekend en wordt beschouwd als een mijlpaal in de filmgeschiedenis. Clarke werd, samen met Kubrick, zelfs genomineerd voor een Oscar. De auteur schreef nog een aantal vervolgen op 2001, waarvan het eerste, 2010, eveneens verfilmd is.
Daarnaast deed Clarke op de Amerikaanse televisie, samen met Walter Cronkite, verslag van de Apollo-maanexpedities. Ook werd hij dikwijls uitgenodigd om voor radio en tv commentaar en toelichting te geven bij nieuwe wetenschappelijke en technologische ontwikkelingen.
Naast zijn sf-verhalen was Clarke ook bekend door verschillende populairwetenschappelijke boeken die hij schreef, voornamelijk over ruimtevaart en de toekomst. Ook schreef hij dikwijls een voorwoord voor populair wetenschappelijke boeken van andere schrijvers. Zelf vervaardigde hij in de jaren 80 een populaire tv-serie, Arthur C. Clarkes wonderlijke wereld, waarin hij claims onderzocht van veelal pseudowetenschappelijke schrijvers over het paranormale, Atlantis en dergelijke.
Sir Arthur Clarke werd in 2000 door de Britse koningin geridderd voor zijn verdiensten. Hij overleed in 2008 op negentigjarige leeftijd in een ziekenhuis in zijn woonplaats Colombo op Sri Lanka.

## Persoonlijk

### Gezondheid
Clarke had in 1962 polio opgelopen, maar scheen uiteindelijk hiervan goed hersteld te zijn. In de jaren 80 kreeg hij echter verschillende uitvalverschijnselen en in 1988 werd bij hem het postpoliosyndroom vastgesteld. Sindsdien moest Clarke vaak gebruik maken van een rolstoel, werd hij ernstig belemmerd in zijn dagelijkse bezigheden en werd reizen steeds belastender voor hem.

### Familieleven
Clarke trouwde in 1953 met Marilyn Mayfield, een 22-jarige, gescheiden Amerikaanse die een zoon uit een eerder huwelijk had. Al na zes maanden scheidden ze van tafel en bed, hoewel het huwelijk pas in 1964 officieel ontbonden werd. "The marriage was incompatible from the beginning", zei Clarke. Volgens geruchten was Arthur Clarke homoseksueel. Desgevraagd naar zijn seksuele voorkeur gaf Clarke dit zelf ook, min of meer, toe, maar hij heeft dat nooit officieel bevestigd. Voornamelijk omdat hij dit geen erg belangrijk punt vond: zijn prioriteiten lagen veel meer bij zijn werk als sf-schrijver en wetenschapspopularisator. In zijn biografie over Stanley Kubrick vermeldde John Baxter Clarkes homoseksualiteit als een van de redenen dat hij naar Sri Lanka (toen nog Ceylon) verhuisde, omdat daar meer tolerantie was voor homoseksualiteit, dan in het Engeland van de jaren 50. Michael Moorcock, eveneens een bekend SF-schrijver, schreef over Clarke: "Everyone knew he was gay. In the 1950s I'd go out drinking with his boyfriend. We met his proteges, western and eastern, and their families: people who had only the most generous praise for his kindness. Self-absorbed he might be, and a teetotaller, but an impeccable gent through and through".

### Religie
Hoewel Clarke dikwijls religieus-filosofische en spirituele thema's (zoals de oorsprong van het heelal, het ontstaan en de aard van intelligentie en het ontstaan van het leven en waar dit uiteindelijk op uit kan lopen in de verre toekomst) in zijn verhalen verwerkte, moest hij niet veel hebben van de (georganiseerde) godsdiensten en religies van de mens. Het beste zou zijn, althans volgens Clarke, om daar zo snel mogelijk van af te komen: "Most malevolent and persistent of all mind viruses. We should get rid of it as quick as we can". Desgevraagd door de media, betitelde hij zichzelf meestal als een atheïst, maar soms ook als een 'logisch positivist'. In zijn vroege jaren, maar op latere leeftijd was hij steeds sceptischer hierover, had Clarke belangstelling voor psychische fenomenen die bv. de parapsychologie onderzoekt en in zijn roman "Childhoods End" (1953) verwerkte hij zaken zoals telekinese, buitenzintuiglijke waarneming en het opgaan van de mens in een soort goddelijke intelligentie ("overmind"). Hij had waardering voor het boeddhisme, dat volgens Clarke in de kern een 'godloze religie' is, maar betreurde het wel dat ook het boeddhisme in de loop der tijden 'overwoekerd is door bijgeloof en allerlei andere onzin'. Voor zijn begrafenis had Clarke de uitdrukkelijke wens dat er geen enkel godsdienstig ritueel vertoond zou worden: "Absolutely no religious rites of any kind, relating to any religious faith, should be associated with my funeral."

## Belangrijkste SF-prijzen
- Hugo Award
  - The Star (1956) - short story
  - Rendezvous with Rama (1974) - novel
  - The Fountains of Paradise (1980) - novel
  - The Nine Billion Names of God (2004) - short story (Retro Hugo met terugwerkende kracht)
- Nebula Award
  - A Meeting with Medusa (1973) - novella
  - Rendezvous with Rama (1974) - novel
  - The Fountains of Paradise (1980) - novel
- Campbell Memorial Award
  - Rendezvous with Rama (1974) - novel
- British SF Award
  - Rendezvous with Rama (1974) - novel
- Locus Award
  - Rendezvous with Rama (1974) - SF novel
- Nebula Grand Master Award (1986)